# Скопас I
Скопас I (грец. Σκόπας; 2-а пол. VI ст. до н. е.) — 2-й тагос (верховний вождь) Фессалійського союзу.

## Життєпис
Походив зі знатного роду, володарів міста Краннон. Вважається засновником династії Скопадів. Породичався з засновником Фессалійського союзу Алевом I, оженивши сина Креона на онуці Алева — Ехекратії.
Після смерті Алева I обраний новим тагом Фессалії. Продовжив реформи попередника зі зміцнення союзу. Відповідно до Ксенофонту спробував систематизувати відносини між невеличкими пленами та провідними містами. Скопас I зобов'язав племена сплачувати данину великим полісам. За підрахунками дослідників, це сталося близько 560 року до н. е.
Тривалість правління Скопаса I достеменно невідома. Ймовірно син Креон помер ще за життя Скопаса I, тому владу отримав онук Скопас II.